# Micrococcaceae
Famille
La famille des Micrococcaceae est une famille de bactéries regroupant les coques à Gram positif sphériques et en amas, catalase +. Elle appartient à l'ordre des Micrococcales et à la classe des Actinomycetes.

## Liste des genres
Les genres validés par LPSN (22 octobre 2023) sont les suivants :
- genre Acaricomes Pukall & al. 2006
- genre Arthrobacter Conn & Dimmick 1947
- genre Auritidibacter Yassin & al. 2011
- genre Citricoccus Altenburger & al. 2002
- genre Enteroactinococcus Cao & al. 2012
- genre Falsarthrobacter Busse & Moore 2018
- genre Galactobacter Hahne & al. 2019
- genre Garicola Lo & al. 2015
- genre Glutamicibacter Busse 2016
- genre Haematomicrobium Schumann & Busse 2017
- genre Kocuria Stackebrandt & al. 1995
- genre Micrococcoides Tóth & al. 2017
- genre Micrococcus Cohn 1872; genre type de la famille
- genre Neomicrococcus Prakash & al. 2015
- genre Nesterenkonia Stackebrandt & al. 1995
- genre Paenarthrobacter Busse 2016
- genre Paeniglutamicibacter Busse 2016
- genre Pseudarthrobacter Busse 2016
- genre Pseudoglutamicibacter Busse 2016
- genre Psychromicrobium Schumann & 2017
- genre Renibacterium Sanders & Fryer 1980
- genre Rothia Georg & Brown 1967
- genre Sinomonas Zhou & al. 2009
- genre Specibacter Lee & Schumann 2019
- genre Tersicoccus Vaishampayan & al. 2013
- genre Yaniella Li & al. 2008
- genre Zafaria Amin & al. 2021
- genre Zhihengliuella Zhang & al. 2007

Pour mémoire, selon NCBI (24 juin 2015) :
- genre Acaricomes
- genre Arthrobacter
- genre Auritidibacter
- genre Citricoccus
- genre Enteroactinococcus
- genre Kocuria
- genre Micrococcus
- genre Nesterenkonia
- genre Renibacterium
- genre Rothia
- genre Sinomonas
- genre Tersicoccus
- genre Yaniella
- genre Zhihengliuella